# Ekinciler, Mazıdağı
Ekinciler là một xã thuộc huyện Mazıdağı, tỉnh Mardin, Thổ Nhĩ Kỳ. Dân số thời điểm năm 2010 là 408 người.